# سارا کاربونرو
سارا کاربونرو آرِولو (به انگلیسی: Sara Carbonero Arévalo) (زاده ۳ فوریه ۱۹۸۴) روزنامه‌نگار ورزشی و مجری تلویزیون اسپانیایی است. او از اوایل سال ۲۰۰۰ مجری‌گری تلویزیون Telecinco را برعهده داشت تا این‌که در جولای ۲۰۱۵ با همسرش ایکر کاسیاس، دروازه‌بان سابق رئال مادرید، که به تیم فوتبال پورتو پیوسته بود به شهر پورتو، پرتغال نقل مکان کرد.

## حرفه
سارا در سال سوم لیسانس روزنامه‌نگاری خود از دانشگاه کمپلوتنسه مادرید به عنوان کارورز در رادیو مارکا پذیرفته شد و شش ماه بعد به استخدام این رادیو درآمد. 

### پوشش اخبار جام جهانی ۲۰۱۰
در طول جام جهانی فوتبال ۲۰۱۰ که در آفریقای جنوبی برگزار می‌شد، اخباری منتشر شد که مدعی بود کاربونرو در دیدار تیم‌های اسپانیا و سوئیس، حواس ایکر کاسیاس پرت کرده و با این‌کار باعث پیروزی غیرمنتظره سوئیس شده است! کاربونرو و گروه تلویزیونی همکار او در منتهی‌الیه زمین اسپانیا و در فاصله کمتر از ۶۰ فوت از دروازه‌ی کاسیاس ایستاده بودند. این ادعاها ابتدا در مطبوعات انگلیسی مطرح شد،توسط گراهام کیلی از روزنامه‌نگاران تایمز مطرح شد و بعداً توسط چندین روزنامه انگلیسی دیگر تکرار شد. تا آن‌جا که موجب واکنش روزنامه‌های اسپانیایی همچون ال‌موندوو ال‌پايس و روزنامه محبوب مارکا شد. آن‌ها مدعی بودند این گفته در مورد غافلگیری و حواس‌پرتی کاسیاس نادرست است. 
همچنین بعدها سوالاتی در مورد سابقه روزنامه‌نگاری وی مطرح شد. مخصوصا زمانی که پس از یکی از بازی‌های تیم اسپانیا، کاسیاس، دوست‌پسرش،‌ او را جلوی دوربین بوسید و این فیلم تبدیل به یکی از پربیننده‌ترین تصاویر جام‌جهانی شد.

### در رسانه‌ها
در ژوئیه ۲۰۰۹، کاربونرو توسط مجله آمریکایی FHM به عنوان « جذاب‌ترین گزارش‌گر جهان» معرفی شد. 

## زندگی شخصی
از سال ۲۰۰۹، سارا کاربونرو با ایکر کاسیاس، فوتبالیست اسپانیایی در ارتباط است.  او در ژانویه سال ۲۰۱۴، فرزند خود را به نام مارتین به دنیا آورد. در ژوئیه سال ۲۰۱۵ سارا کاربونرو و ایکر کاسیاس به شهر پورتو در پرتغال نقل مکان کردند، چرا که کاسیاس،  به تیم پورتو منتقل شده بود. در نوامبر ۲۰۱۵، این زوج اعلام کردند که انتظار فرزند دوم خود را دارند و در ۲۰ مارس ۲۰۱۶، این زوج با هم ازدواج کردند. در تاریخ ۲ ژوئن ۲۰۱۶، سارا فرزند دوم خود را، به نام لوکاس را به دنیا آورد. در نهایت در ۱۲ مارس ۲۰۲۱ این زوج از یکدیگر جدا شدند. 
در ماه می سال ۲۰۱۹ سارا فاش کرد که برای از بین بردن تومور بدخیم در یکی از تخمدان‌های خود، باید تحت عمل جراحی قرار گیرد.